# Brunnen am Rathaus (Lwówek Śląski)

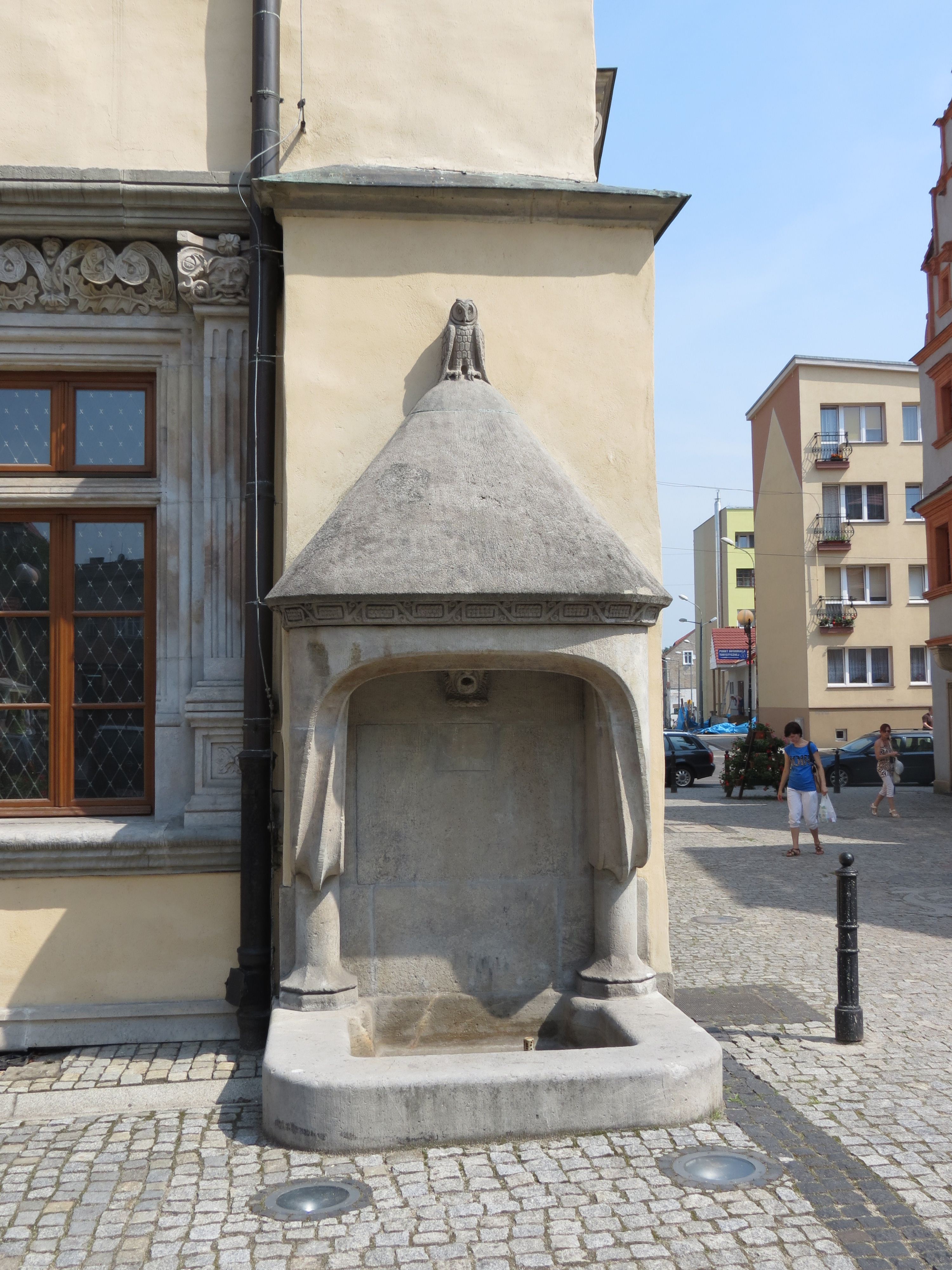
Der Brunnen am Rathaus von Lwówek Śląski

Der Brunnen am Rathaus von Lwówek Śląski (Löwenberg in Schlesien) ist einer von vier Brunnen in der Stadt. Er wurde um 1905 nach dem Entwurf des Architekten Hans Poelzig geschaffen.

## Beschreibung und Geschichte
Der Brunnen besteht aus einem überdachten steinernen Becken, das direkt an die Fassade des Rathauses angebracht ist. Es besteht aus Sandstein. Während das Becken rechteckig ist und die Ecken abgerundet sind, ist die Überdachung zu einem halben Oval geformt, das nach oben hin spitz zusammenläuft. Das Dach steht auf zwei angedeuteten Säulen, darüber befinden sich gebogene Hohlkehlen. Auf der Spitze der Überdachung befindet sich eine steinerne Eulenskulptur, mit nach vorne gerichtetem Kopf. Die Eule steht seit der Antike symbolisch für Handwerk, Kunst und Weisheit. Am Übergang zur Überdachung befindet sich ein Band aus modernen Ornamenten. An der Wand befindet sich ein Wasserspeier in Form eines Kopfes. Dabei handelt es sich um den mythischen Mantikor, ein Fabelwesen mit einem Löwenkörper und einem menschlichen Kopf. Dieser wiederum steht symbolisch für Macht, Stärke und Tapferkeit.
Der Brunnen befindet sich an der südwestlichen Ecke des Rathauses am Ring bzw. dem Plac Wolności. Neben diesem befinden sich zwei weitere Brunnen auf dem Ring. Der Brunnen wurde um 1905 aufgestellt, als das Löwenberger Rathaus von 1903 bis 1905 durch Hans Poelzig umfangreich restauriert wurde und nach historischen Vorgaben umgestaltet wurde. Die Ausführung des Entwurfes von Poelzig übernahm die Steinmetzfirma Zeidler & Wimmel. Am 25. September 1905 wurde der Brunnen zusammen mit der Einweihung des restaurierten Rathauses feierlich in Betrieb genommen.